# Thioether
Thioethery. též (organo)sulfidy. jsou sirné analogy etherů (atom kyslíku je nahrazen atomem síry). Obecný vzorec thioetherů je R-S-R´, kde R a R´ jsou uhlovodíkové funkční skupiny. Dělí se na jednoduché (uhlovodíkové zbytky jsou stejné) a smíšené (uhlovodíkové zbytky jsou různé).

## Vlastnosti
Thioethery jsou zapáchající, o něco méně než thioly. Teploty varu a tání jsou podobně nízké jako u thiolů se stejnou molekulovou hmotností. Často bývají pro člověka dráždivé a hořlavé.

## Příklady
- dimethylthioether
- ethylmethylthioether
- diethylthioether
- fenylmethylthioether
- ethylfenylthioether
- difenylthioether

- albendazol
- fenbendazol
- methiokarb
- methionin
- yperit